# Wiśniówka (Góry Świętokrzyskie)
Wiśniówka – szczyt w Paśmie Masłowskim, w Górach Świętokrzyskich. Na zachodnim zboczu góry znajduje się kamieniołom piaskowców kwarcytowych